# Evidence
Evidence is een studioalbum van Steve Khan. Steve Khan zat zonder platencontract na Arrows. Fusion leek uit de mode en CBS verlengde het contract niet. Muziekproducent en geluidstechnicus Doug Epstein wist echter redelijk goedkope studio-uren in de Media Sound-studio te New York te bemachtigen en Khan nam in zijn eentje dit album op. Het is gevuld met muziek voor de akoestische gitaar. De laatste track is geheel gewijd aan muziek van Thelonious Monk. Kahn oefende die muziek al lang, maar legde nog niets vast op plaat.  Het net opgerichte platenlabel zag er wel wat in en stortte de gemaakte kosten terug naar de artiest.

## Musici
- Steve Khan – gitaar

## Muziek
| Nr. | Titel                         | Duur |
| --- | ----------------------------- | ---- |
| 1.  | Infant eyes (Wayne Shorter)   | 4:22 |
| 2.  | In a silent way (Joe Zawinul) | 4:45 |
| 3.  | Melancholee (Lee Morgan)      | 4:58 |
| 4.  | Threesome (Randy Brecker)     | 3:08 |
| 5.  | Peace (Horace Silver)         | 3:27 |

| Nr. | Titel                                    | onderverdeling | Duur  |
| --- | ---------------------------------------- | --- | ----- |
| 1.  | Thelonious Monk Medley (Thelonious Monk) | 1.Evidence 2. Think of one 3.Monk’s mood 4.Little Rootie Tootie 5.Monk’s dream 6.Pannonica 7.Bye-ya 8.Ruby, my dear 9.Friday the 13th | 18:36 |